# Heinrich Ernst Schirmer
Heinrich Ernst Schirmer (født 27. august 1814 i Leipzig, død 6. september 1887 i Giessen) var en norsk arkitekt, far til Herman Major og Adolf Schirmer.
Sin uddannelse som arkitekt fik Schirmer 1831—1834 ved kunstakademiet i Dresden hos Joseph Thürmer, senere ved akademiet i München. I Dresden gjorde han bekendtskab med den norske maler professor Johan Christian Dahl og rejste efter dennes opmuntring til Kristiania (1838), hvor han hos slotsintendanten Hans von Linstow fik overdraget tegningerne til det nye slots indretning og indre udsmykning. Dette arbejde sysselsatte ham til 1841, hvorefter han af regeringen fik anmodning om at undersøge Trondhjems Domkirkes daværende forfatning og mulige restaurering. 
I de følgende år var han ivrig beskæftiget med disse undersøgelser; men først efter en længere årrække fik han ved sin utrættelige energi og varme interesse endelig vakt nationens opmærksomhed og tilslutning til sine planer om den endelige genrejsning af dette betydeligste mindesmærke fra Norges middelalder, særlig gennem det af ham og professor P.A. Munch forfattede plancheværk: Trondhjems Domkirke (1859). Først 1869 blev imidlertid restaureringsarbejdet for alvor optaget, og Schirmer overtog da ledelsen, som han fratrådte 1871, efter at kapitelhuset og det Angelske kapel var blevne færdigrestaurerede og ligeledes en del af den gennembrudte væg mellem højkoret og østskibet istandsat. 
Allerede tidligere havde Schirmer af den norske regering fået det hverv at undersøge nyere fængselsbygninger og sindssygeasyler og foretog i den anledning 1843 en rejse til Belgien, England og Tyskland, hvorefter han fik overdraget opførelsen af bodsfængselet i Kristiania (1843—1849) og Gaustads sindssygeasyl (1849—1855). Begge disse betydelige bygværker udmærker sig ved deres klare planlæggelse og stilfulde ydre og tillige ved at lade bygningsmaterialet komme til sin ret, uden den hidtil i Kristianiaarkitekturen så eneherskende kalkpuds eller overmaling. 
Det samme gælder den senere nedrevne hovedbanes stationsbygning i Kristiania som han udførte sammen med Wilhelm von Hanno, med hvem han for øvrigt i en årrække udførte adskillige private og offentlige bygninger (1855—1862), således efter den store brand i Kristiania flere fremtrædende bygninger: Hoppes gård, Kreditbanken, generalkonsul Peter Petersens gård, de militære bygninger på Akershus, konsul Heftyes Frognæs, Sarabråten med flere; den katolske Sankt Olafs Kirke, Vestre Akers Kirke, foruden et betydeligt antal af kirkebygninger rundt om i landet, distriktsfængsler og så videre, hospitalerne i Bergen, Molde, Reitgjærdet ved Trondhjem, begge i italiensk palæstil. 
Ved restaureringen af ældre norske bygværker er hans navn foruden til Trondhjems Domkirke også knyttet til Stavanger Domkirke og Gamle Akers Kirke. Schirmers sidste større arbejde var opførelsen af det nye rigshospital i Kristiania, som han først sammen med arkitekt Jacob Wilhelm Nordan, senere alene forestod opførelsen af 1874—1883. Samme år flyttede han tilbage til Tyskland, hvor han levede i Giessen til sin død.